# Mane (Alpes-de-Haute-Provence)
Pour les articles homonymes, voir Mane.
Mane est une commune française, située dans le département des Alpes-de-Haute-Provence en région Provence-Alpes-Côte d'Azur.
Le nom de ses habitants est Manarains.
La commune utilise le nom de domaine internet Mane-en-Provence, mais le nom officiel est bien Mane.
Elle a reçu le label « village et cité de caractère ».

## Géographie

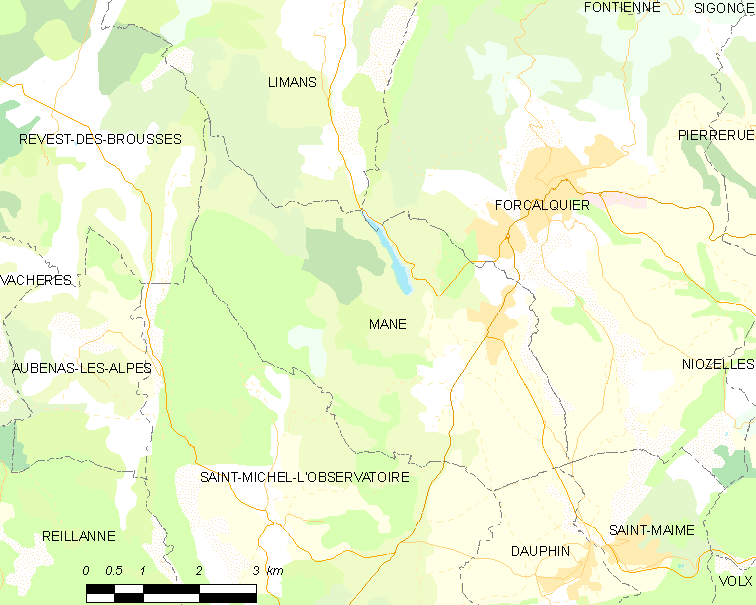
Mane et les communes voisines (Cliquez sur la carte pour accéder à une grande carte avec la légende).

Le village est situé entre la montagne de Lure et le Luberon à 500 m d’altitude. Il se trouve au cœur du pays de Forcalquier et des magnifiques paysages provençaux. Vastes champs cultivés, plateaux et collines vallonnées encadrent le village sous un des ciels les plus purs de Provence.

### Géologie

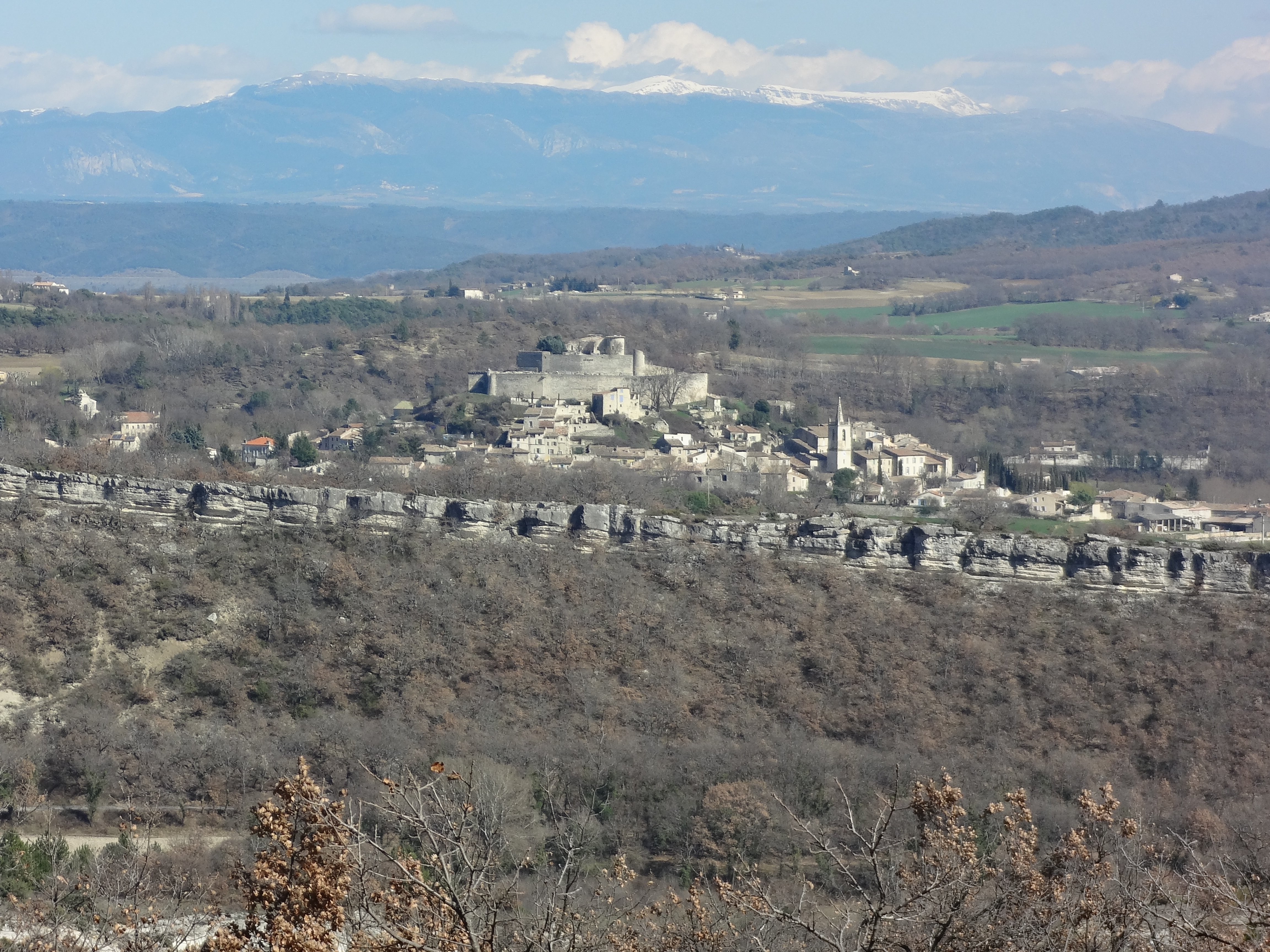
Mane, vu de l’ouest

### Hydrographie

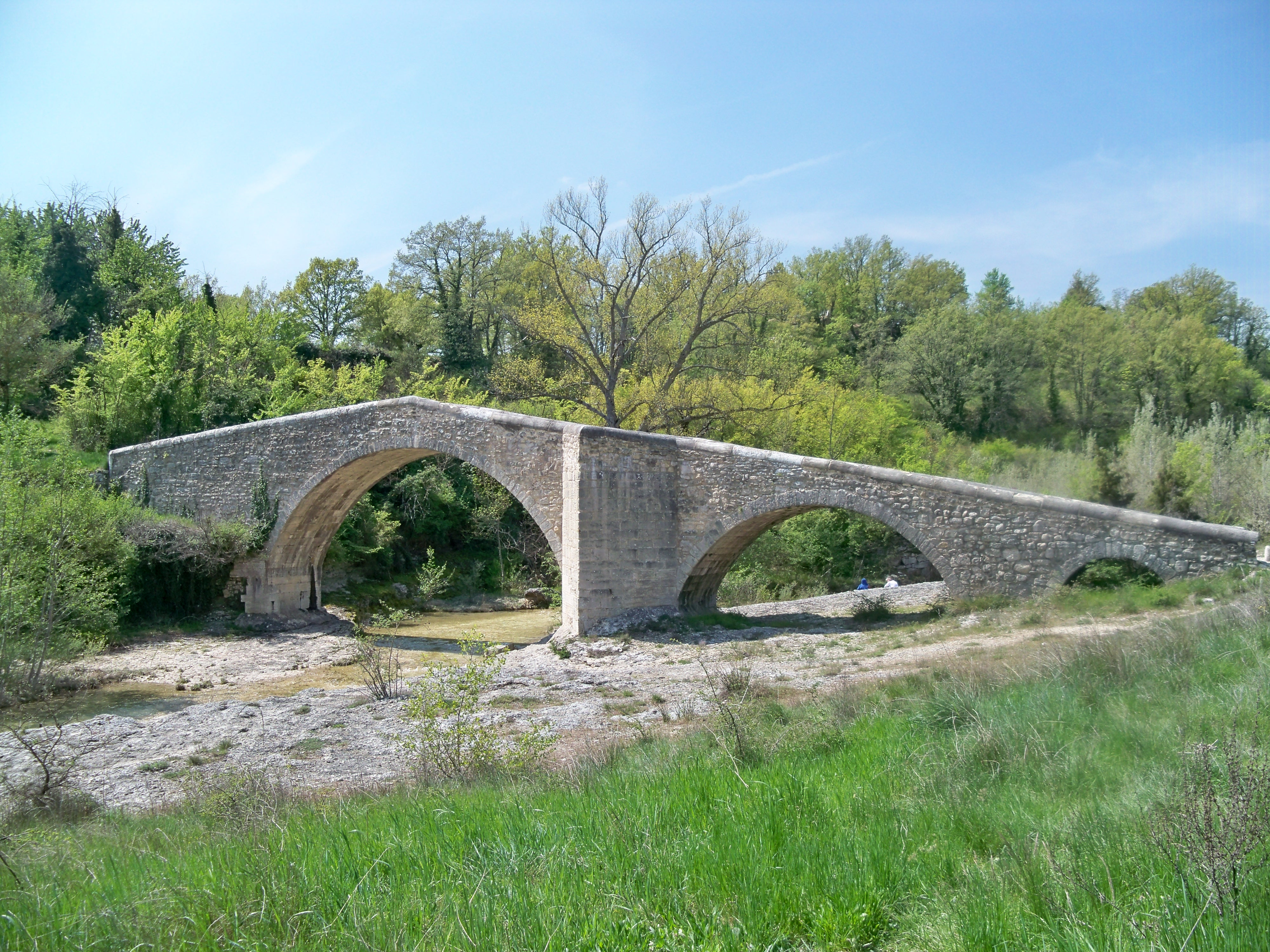
Pont sur la Laye

Mane est traversé par la Laye, ainsi que par plusieurs de ses affluents, notamment : le ravin de la Combe crue, le ravin de Saint-Estève, le ravin de l'été.

### Voies de communication et transports

#### Voies routières
Mane est traversée par la route départementale 4100, ancienne route nationale 100 reliant Avignon et Apt à Forcalquier et La Brillanne. L'autoroute A51 (Gap-Marseille) est à 15 minutes de Mane par Forcalquier.

#### Services autocars

##### Lignes régionales, réseauZou!
Mane est desservie par trois lignes du réseau Zou ! : 
- 1 ligne EXPRESS :

| Ligne | Tracé                                     |
| ----- | ----------------------------------------- |
| 65    | Marseille ↔ Manosque ↔ Mane ↔ Forcalquier |

- 2 lignes de PROXIMITÉ :

| Ligne | Tracé                                             |
| ----- | ------------------------------------------------- |
| 480   | Forcalquier ↔ Mane ↔ Manosque                     |
| 915   | Avignon ↔ Apt ↔ Mane ↔ Forcalquier ↔ La Brillanne |

### Environnement
La commune compte 1 400 ha de bois et forêts, soit de sa superficie.

### Climat
Pour des articles plus généraux, voir Climat de Provence-Alpes-Côte d'Azur et Climat des Alpes-de-Haute-Provence.
En 2010, le climat de la commune est de type climat méditerranéen altéré, selon une étude du Centre national de la recherche scientifique s'appuyant sur une série de données couvrant la période 1971-2000. En 2020, Météo-France publie une typologie des climats de la France métropolitaine dans laquelle la commune est exposée à un climat de montagne ou de marges de montagne et est dans la région climatique Provence, Languedoc-Roussillon, caractérisée par une pluviométrie faible en été, un très bon ensoleillement (2 600 h/an), un été chaud (21,5 °C), un air très sec en été, sec en toutes saisons, des vents forts (fréquence de 40 à 50 % de vents > 5 m/s) et peu de brouillards.
Pour la période 1971-2000, la température annuelle moyenne est de 12,2 °C, avec une amplitude thermique annuelle de 17,2 °C. Le cumul annuel moyen de précipitations est de 768 mm, avec 6,1 jours de précipitations en janvier et 3,6 jours en juillet. Pour la période 1991-2020, la température moyenne annuelle observée sur la station météorologique de Météo-France la plus proche, « Dauphin », sur la commune de Dauphin à 5 km à vol d'oiseau, est de 12,6 °C et le cumul annuel moyen de précipitations est de 693,2 mm. 
La température maximale relevée sur cette station est de 42,1 °C, atteinte le 28 juin 2019 ; la température minimale est de −16,4 °C, atteinte le 7 février 2012,,.
Les paramètres climatiques de la commune ont été estimés pour le milieu du siècle (2041-2070) selon différents scénarios d'émission de gaz à effet de serre à partir des nouvelles projections climatiques de référence DRIAS-2020. Ils sont consultables sur un site dédié publié par Météo-France en novembre 2022.

### Risques naturels et technologiques
Aucune des 200 communes du département n'est en zone de risque sismique nul. Le canton de Forcalquier auquel appartient Mane est en zone 1b (sismicité faible) selon la classification déterministe de 1991, basée sur les séismes historiques, et en zone 4 (risque moyen) selon la classification probabiliste EC8 de 2011. La commune de Mane est également exposée à trois autres risques naturels :
- feu de forêt,
- inondation (dans la vallée de la Laye),
- mouvement de terrain : certains versants de la commune sont concernés par un aléa moyen à fort[15].

La commune de Mane est de plus exposée à un risque d’origine technologique, celui de transport de matières dangereuses par route. Il s’agit surtout du transport de matières premières à destination ou de produits finis en provenance des usines Arkema de Saint-Auban. Les départementales RD4100 (ancienne route nationale 100) et RD13 peuvent être empruntées par les transports routiers de marchandises dangereuses.
Le plan de prévention des risques naturels prévisibles (PPR) de la commune a été approuvé en 2006 pour le risque de mouvement de terrain et le Dicrim n’existe pas.
La commune a été l’objet de plusieurs arrêtés de catastrophe naturelle pour des inondations et des coulées de boue : en 1986, 1987, 1990, 1994, 2011, et des glissements de terrain en 1994. Aucun séisme n’a jamais été fortement ressenti dans la commune. Seul celui du 5 avril 1959, dont l’épicentre se trouvait à Saint-Paul-sur-Ubaye, a été ressenti avec une intensité macro-sismique de III sur l’échelle MSK (les objets suspendus se balancent),.

### Hameaux
- Châteauneuf
- La Laye

## Toponymie

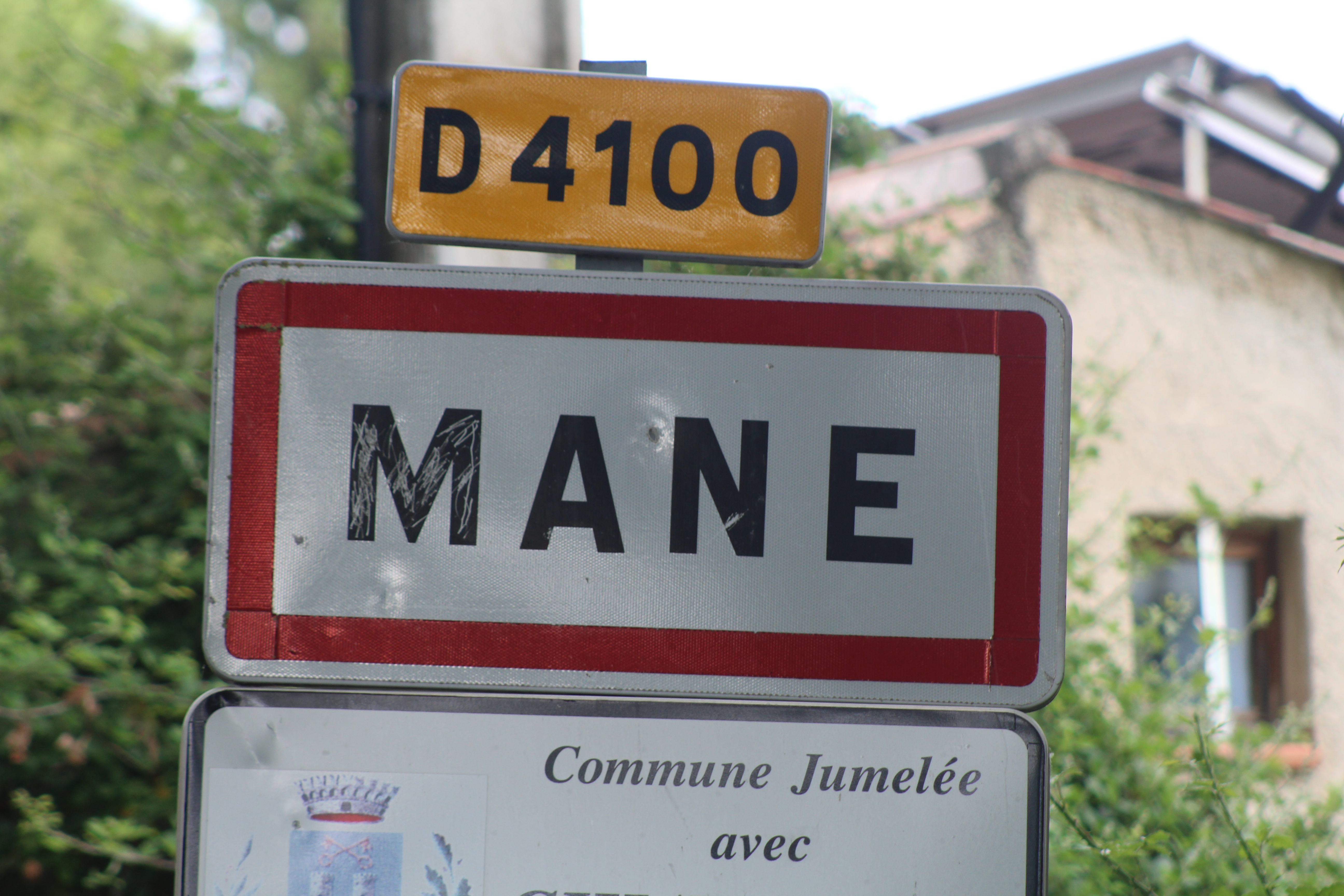
Panneau d'entrée depuis Saint-Michel-l'Observatoire.

Le nom du village, tel qu’il apparaît pour la première fois dans les textes en 1103 (castel de Manoa), est interprété de différentes manières. Pour Charles Rostaing, il s’agit d’un oronyme (nom de montagne) pré-indoeuropéen, *MaN- ; et selon Ernest Nègre, le nom dérive du latin manua, avec (mais sans certitude) le sens du mot occitan magne, gerbe, liasse de paille préparée pour servir à la couverture d’une habitation (chaumière). La commune se nomme Mana en occitan provençal classique et Mano selon la norme mistralienne.
Le lieu-dit Salagon, où est construit un prieuré, est formé sur une racine préceltique *Sal-, désignant un relief, selon une formation courante.

## Histoire

### Préhistoire et Antiquité
Plusieurs sites ont livré des traces d’occupation du Chalcolithique et du Néolithique : Beauchamp, le Roucas, les Roussiers, les Treilles.
Dans l’Antiquité, le territoire de Mane fait partie de celui des Sogiontes (Sogiontii), dont le territoire s’étend du sud des Baronnies à la Durance. Les Sogiontes sont fédérés aux Voconces, et après la conquête romaine, ils sont rattachés avec eux à la province romaine de Narbonnaise. Au IIe siècle, ils sont détachés des Voconces et forment une civitas distincte, avec pour capitale Segustero (Sisteron). Le village existait à l’époque romaine, et s’était établi sur un carrefour entre la voie Domitienne et une route secondaire. Une statue de Neptune y a été découverte.

### Moyen Âge et Temps modernes
Alors que le sud-est de la Gaule était une terre burgonde, le roi des Ostrogoths Théodoric le Grand fait la conquête de la région entre la Durance, le Rhône et l’Isère en 510. La commune dépend donc brièvement à nouveau de l’Italie, jusqu’en 526. En effet, pour se réconcilier avec le roi burgonde Godomar III, la régente ostrogothe Amalasonte lui rend ce territoire.
La localité apparaît pour la première fois dans les chartes en 1103 (Manoa). Auparavant, l’évêque de Sisteron donne les dîmes du prieuré de Salagon aux chanoines de Forcalquier en 1015.
Du XIe au XIIe siècle, l’abbaye Saint-André de Villeneuve-lès-Avignon y possédait un prieuré, à Salagon, mais aussi quatre autres églises, dont l’église paroissiale et trois églises rurales, avec tous les revenus afférents.
Raynaud Rocheyo (?-av.1338), clavaire de Puget-Théniers (1312), rational de Provence (1315) puis Maître rational (1315 ; 1324 ; 1331), trésorier de Provence (1321), fut seigneur de Mane, familier du roi[réf. incomplète]. Il était en 1315, châtelain de La Turbie et viguier de l'archevêque de Capoue. À sa mort, le roi Robert donna à ses héritiers une pension de 12 onces d'or pour la cession à la cour du château de Mane[réf. incomplète].
Le fief de Mane relevait du comté de Forcalquier au XIIe siècle. Lorsque ce comté perd son indépendance en 1209, à la mort de Guillaume II, un de ses neveux, Guillaume de Sabran tente de le relever. Après une lutte de dix ans, il passe un accord à Meyrargues le 29 juin 1220 avec Raimond Bérenger IV, comte de Provence et lui aussi héritier du comté de Forcalquier. Par cet accord, la moitié sud du comté, dont Mane, lui est donnée. Guillaume de Sabran conserve sa moitié de comté jusqu'à sa mort, vers 1250.
En 1303, Raymond de Pierrevert était coseigneur de Chateauneuf-lès-Mane ; en 1304, il devint coseigneur de Reillanne. Le fief de Mane est réuni à la vicomté de Reillanne (1379). Il appartient à la famille des d’Agoult (au XIVe siècle), puis passe aux Bouliers (XVe siècle) et aux Forbin (du XVIe siècle à la Révolution française).
Le village de Châteauneuf lui est réuni au XVe siècle. L’abbaye des bénédictines (XIIe siècle) est détruite lors des guerres de religion[réf. nécessaire], puis restaurée en 1578. C’est de Vins qui prend la ville, avant de s’enfuir à l’arrivée du sire de Meyrargues.
Au XVIIIe siècle, une petite industrie de faïencerie s’est développée à Mane.

### Révolution française
C’est à Mane qu’est créée la première société patriotique des Basses-Alpes, en août 1790. Son affiliation au club des jacobins de Paris est publiée le 1er mai 1791. Toujours durant la Révolution, pour suivre le décret de la Convention du 25 vendémiaire an II invitant les communes ayant des noms pouvant rappeler les souvenirs de la royauté, de la féodalité ou des superstitions, à les remplacer par d'autres dénominations, la commune de Châteauneuf change de nom pour Sablon, et le château est partiellement détruit.

### XIXesiècle

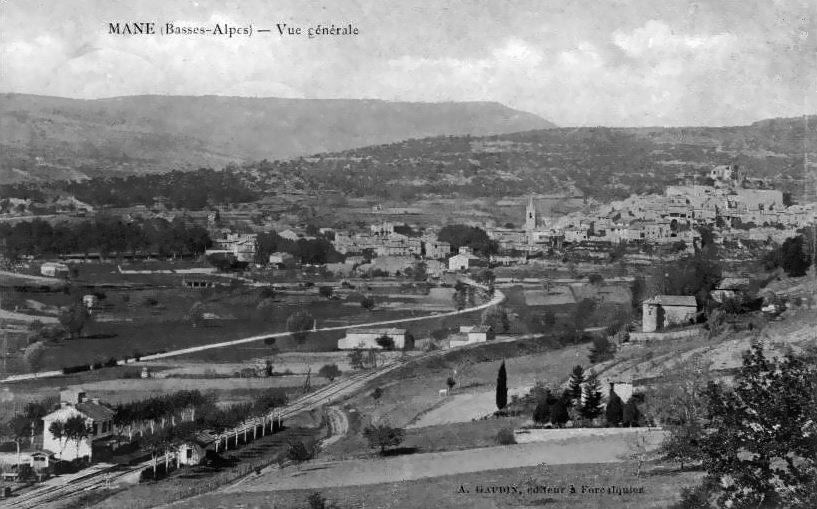
Le chemin de fer à Mane au début du XXe siècle.

Le coup d'État du 2 décembre 1851 commis par Louis-Napoléon Bonaparte contre la Deuxième République provoque un soulèvement armé dans les Basses-Alpes, en défense de la Constitution. Après l’échec de l’insurrection, une sévère répression poursuit ceux qui se sont levés pour défendre la République : 37 habitants de Mane sont traduits devant la commission mixte, la majorité étant condamnés à la déportation en Algérie.
Comme de nombreuses communes du département, Mane se dote d’une école bien avant les lois Ferry : en 1863, elle en possède déjà une qui dispense une instruction primaire aux garçons, au chef-lieu. La même instruction est donnée aux filles, la loi Falloux (1851) imposant l’ouverture d’une école de filles aux communes de plus de 800 habitants.
À la fin du XIXe siècle, Mane entre dans la modernité industrielle avec l'arrivée du chemin de fer. En 1881 la déclaration publique de la voie ferrée de Forcalquier à Volx précise que son passage doit se faire « par ou près Mane et Saint-Maime-Dauphin ». La « roche de Mane » est utilisée pour la construction des ouvrages de la ligne.

### Époque contemporaine

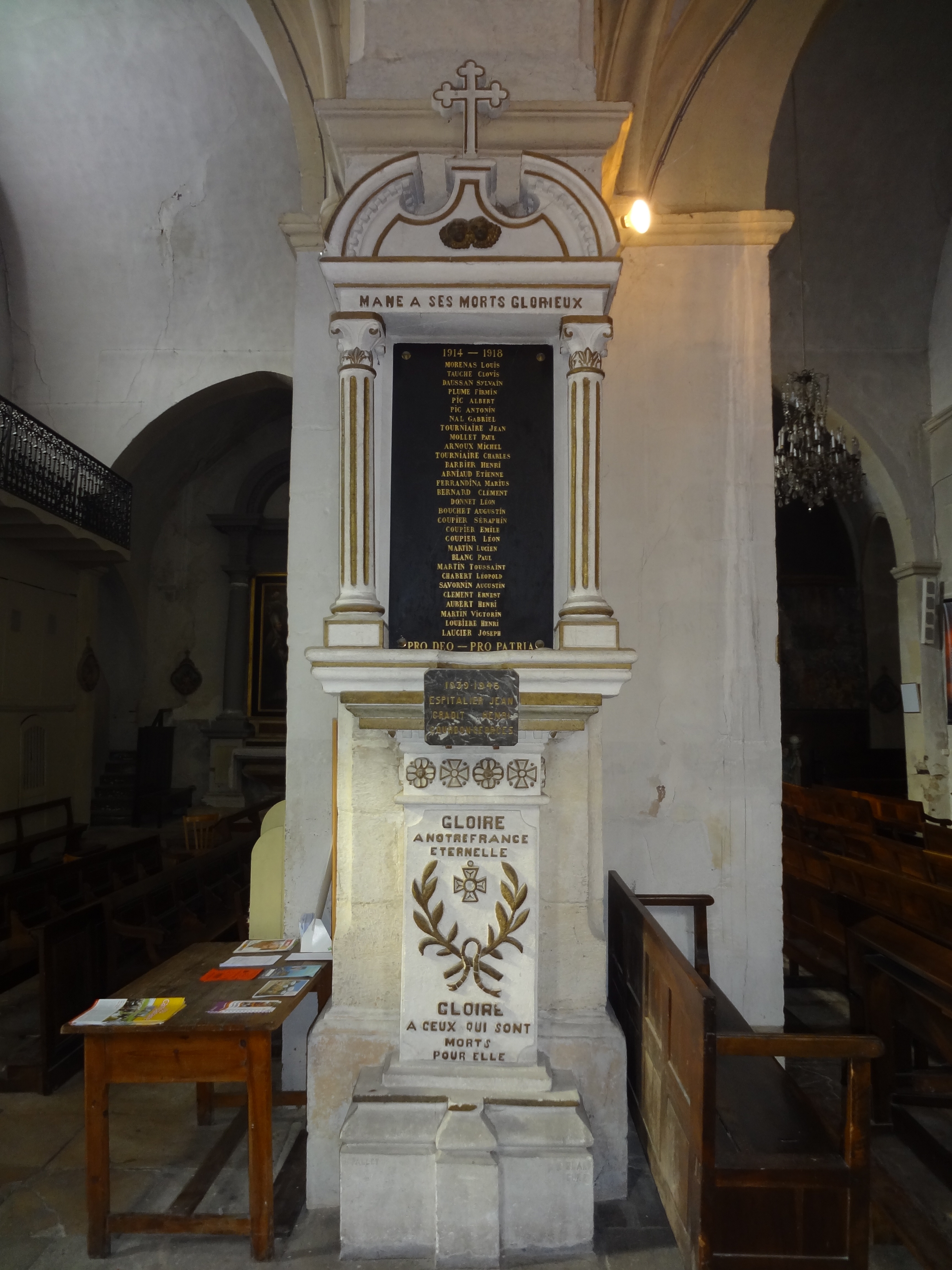
Chapelle-monument aux morts de la Première Guerre mondiale de l’église paroissiale.

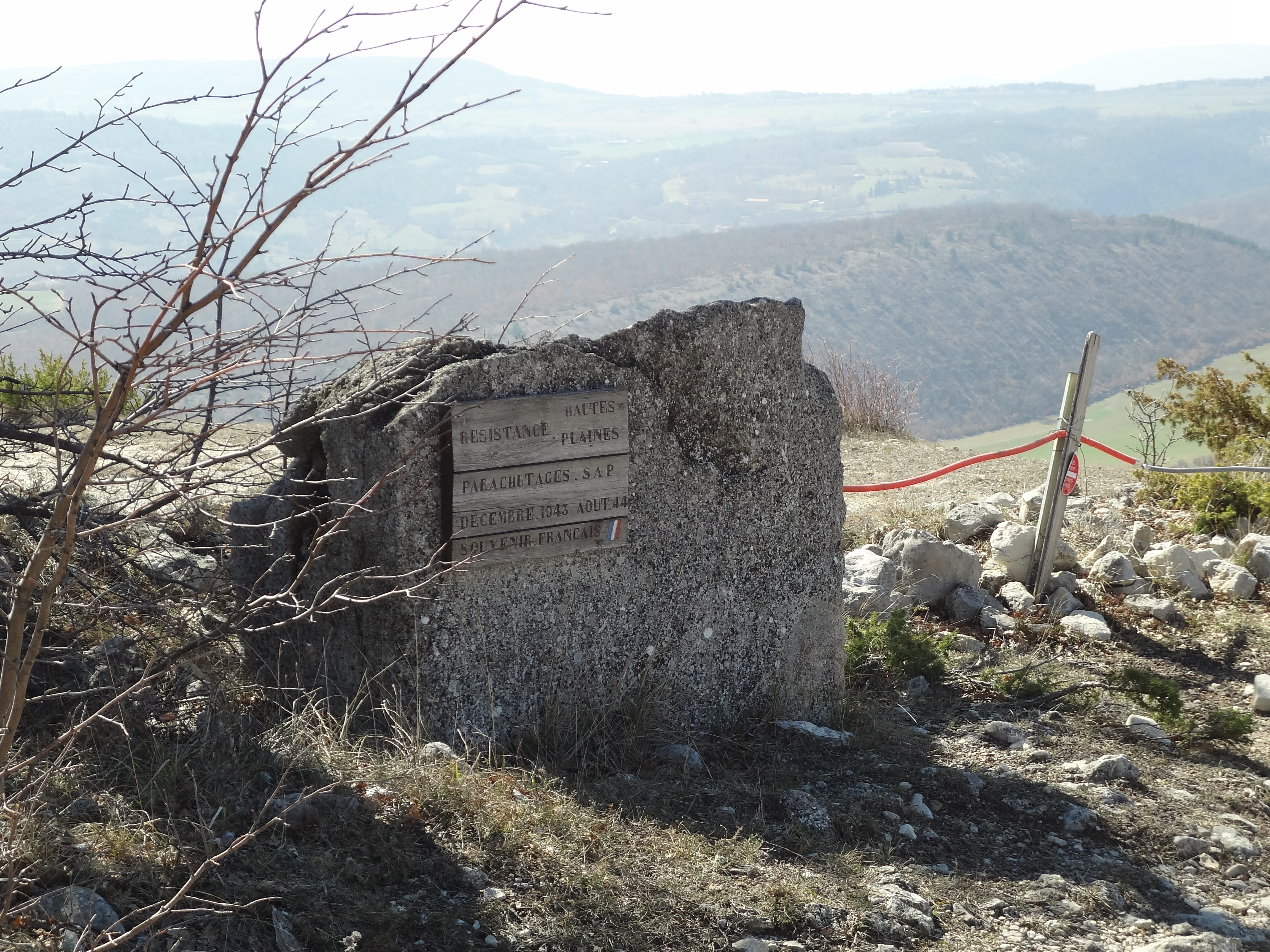
Stèle commémorant les parachutages destinés à la Résistance locale.

Jusqu’au milieu du XXe siècle, la vigne était cultivée à Mane. Un vignoble de 153 hectares produisait un vin destiné au marché de Forcalquier et à la vente sur les marchés locaux. Cette culture est aujourd’hui abandonnée.
Mane est, début 2002, le premier village en France à développer un réseau Wi-Fi (Provence Wireless), pour permettre l'accès à l'Internet à grande vitesse dans une région où il n'est alors pas possible d'obtenir l'ADSL.

## Héraldique
| Blason de Mane | Blason  | D'azur aux lettres M et A capitales d'argent séparées par un point d'or. |
| Blason de Mane | Détails | Armes parlantes. Les lettres M et A sont respectivement la première et la dernière lettre du nom latin de la commune : Mana. Ce nom serait celui d'une dame romaine dont on aurait retrouvé le tombeau sur le territoire de la commune. Le statut officiel du blason reste à déterminer. |

## Politique et administration

### Administration municipale

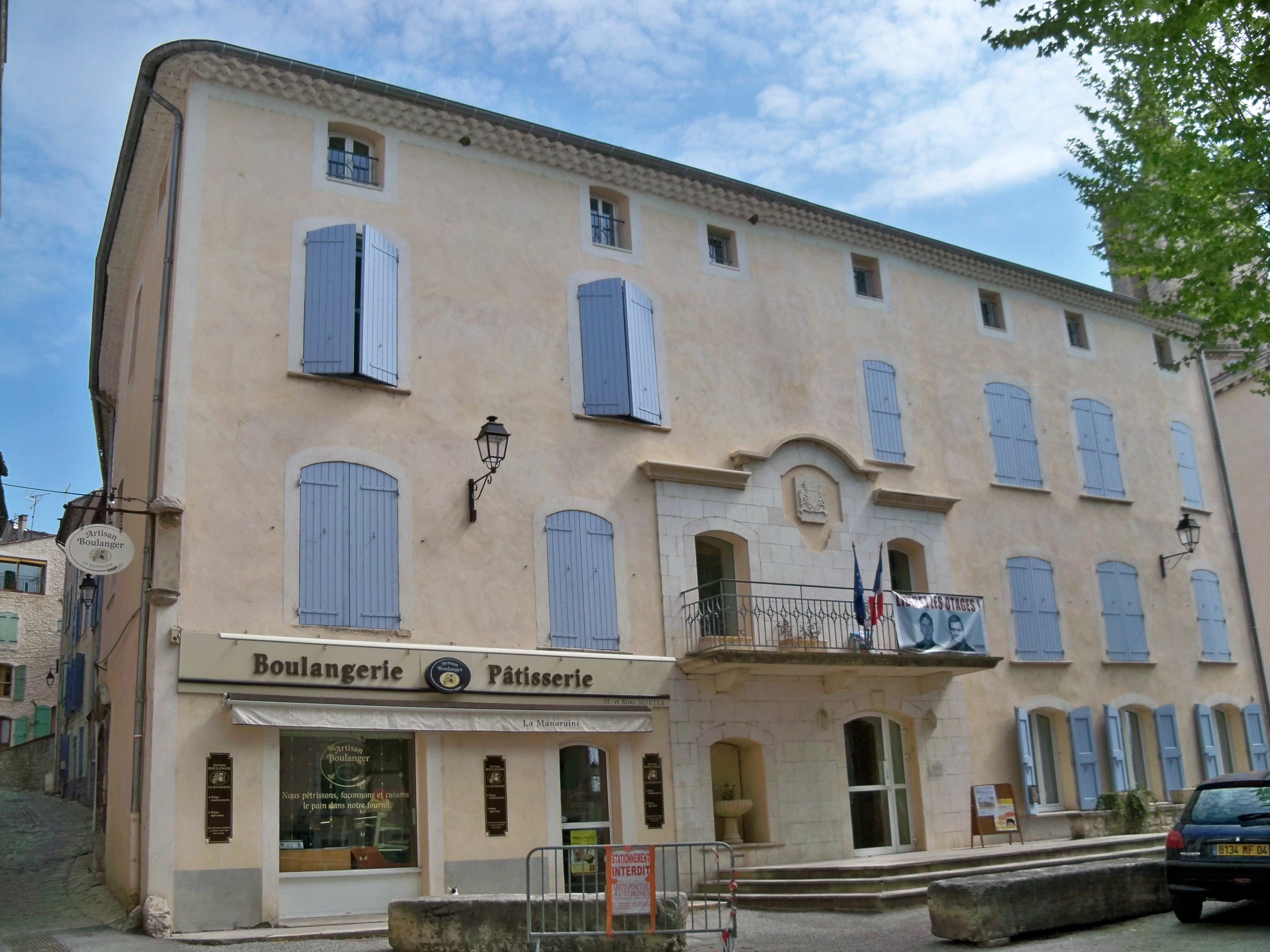
Mairie de Mane.

| Période                                  | Période                       | Identité             | Étiquette    | Qualité                                                                       |
| ---------------------------------------- | ----------------------------- | -------------------- | ------------ | ----------------------------------------------------------------------------- |
| Les données manquantes sont à compléter. |                               |                      |              |                                                                               |
| 1790                                     | 1791                          | Louis François Peyre |              | Député à la Convention                                                        |
|                                          |                               |                      |              |                                                                               |
| 184.                                     | octobre 1849                  | Louis-Marius Rouit   |              | Révoqué                                                                       |
|                                          |                               |                      |              |                                                                               |
| mai 1945                                 |                               | André Arniaud        |              |                                                                               |
|                                          |                               |                      |              |                                                                               |
| 1989,                                    | En cours (au 24 octobre 2020) | Jacques Depieds,     | UDF puis DVD | Agriculteur retraité Président de la communauté de communes de Haute-Provence |

### Intercommunalité
Mane a fait partie, de 1992 à 2016, de la communauté de communes de Haute-Provence ; depuis le 1er janvier 2017, elle est le siège de la communauté de communes Haute-Provence Pays de Banon.

## Urbanisme

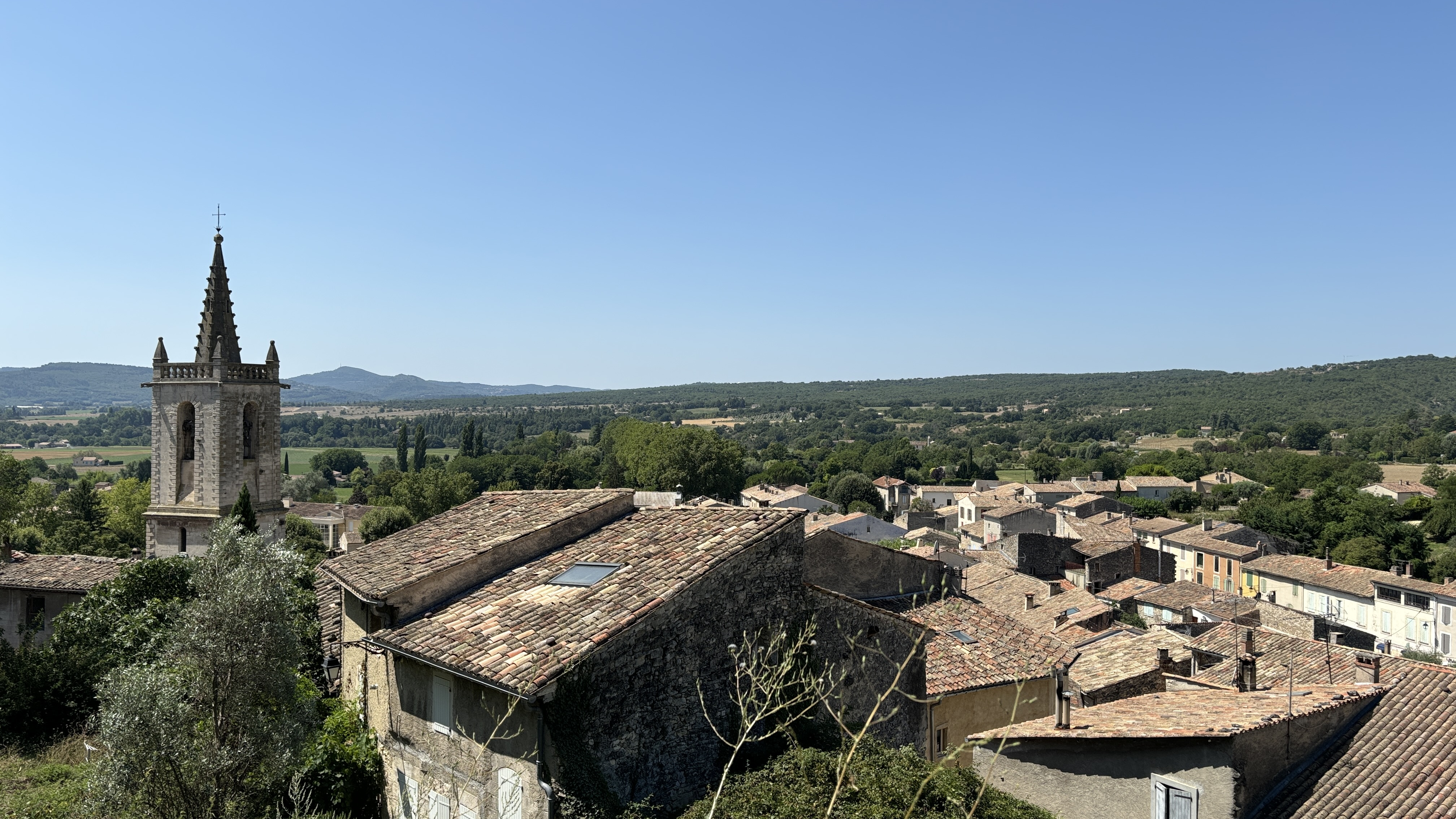
Toits de Mane.

### Typologie
Au 1er janvier 2024, Mane est catégorisée petite ville, selon la nouvelle grille communale de densité à 7 niveaux définie par l'Insee en 2022.
Elle appartient à l'unité urbaine de Forcalquier, une agglomération intra-départementale dont elle est une commune de la banlieue,. Par ailleurs la commune fait partie de l'aire d'attraction de Manosque, dont elle est une commune de la couronne,. Cette aire, qui regroupe 30 communes, est catégorisée dans les aires de 50 000 à moins de 200 000 habitants,.

### Occupation des sols
L'occupation des sols de la commune, telle qu'elle ressort de la base de données européenne d’occupation biophysique des sols Corine Land Cover (CLC), est marquée par l'importance des forêts et milieux semi-naturels (65,4 % en 2018), en diminution par rapport à 1990 (67,8 %). La répartition détaillée en 2018 est la suivante : 
milieux à végétation arbustive et/ou herbacée (34,5 %), forêts (29,3 %), terres arables (21,1 %), zones agricoles hétérogènes (9,6 %), zones urbanisées (2,9 %), espaces ouverts, sans ou avec peu de végétation (1,6 %), eaux continentales (1 %).
L'évolution de l’occupation des sols de la commune et de ses infrastructures peut être observée sur les différentes représentations cartographiques du territoire : la carte de Cassini (XVIIIe siècle), la carte d'état-major (1820-1866) et les cartes ou photos aériennes de l'IGN pour la période actuelle (1950 à aujourd'hui).

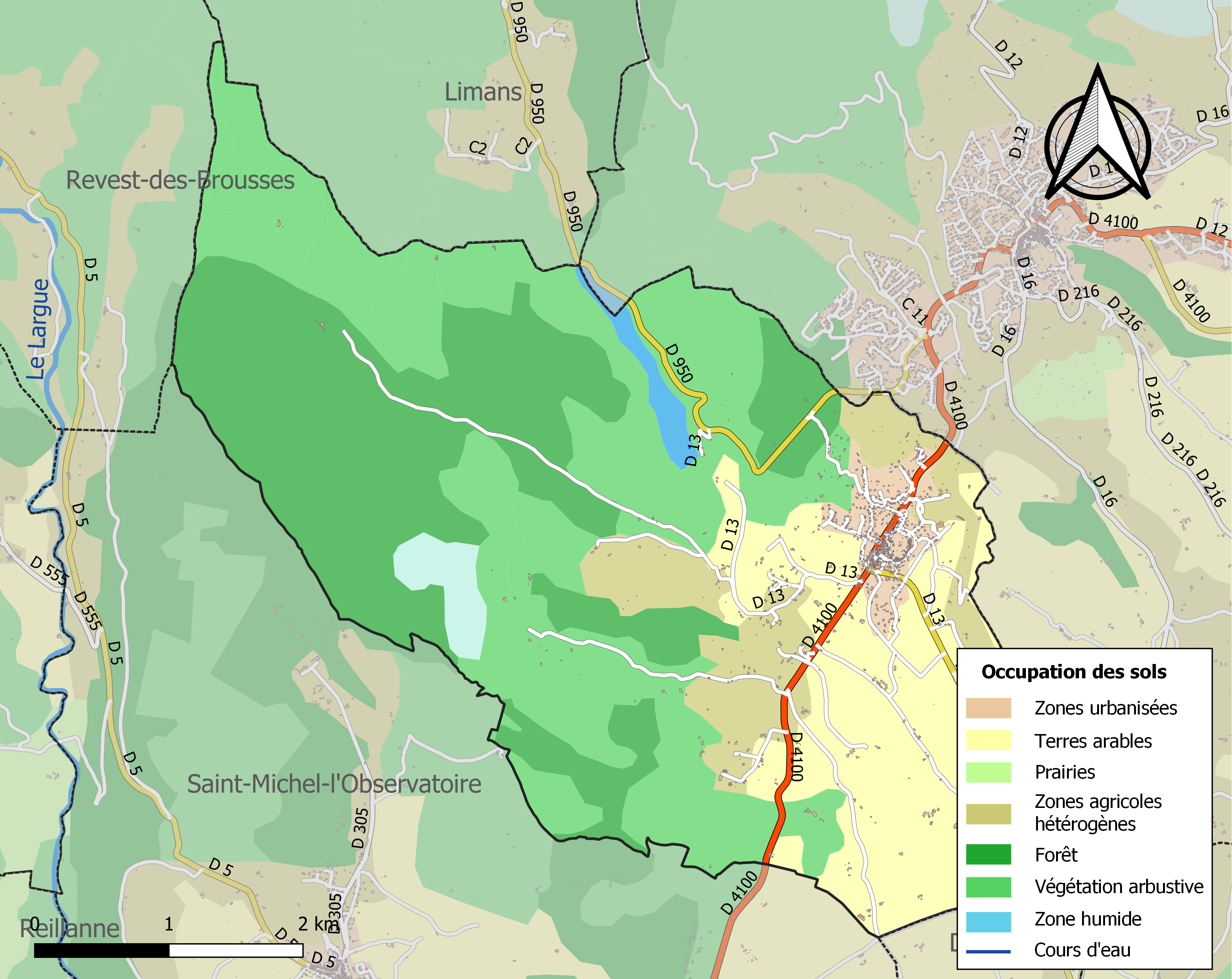
Carte de l'occupation des sols de la commune en 2018 (CLC).

### Budget et fiscalité
| Taxe                                        | Part communale | Part intercommunale | Part départementale | Part régionale |
| ------------------------------------------- | -------------- | ------------------- | ------------------- | -------------- |
| Taxe d'habitation                           | 4,50 %         | 30,30 %             | 5,53 %              | 0,00 %         |
| Taxe foncière sur les propriétés bâties     | 13,63 %        | 8,94 %              | 10,80 %             | 2,36 %         |
| Taxe foncière sur les propriétés non bâties | 42,08 %        | 31,69 %             | 47,16 %             | 8,85 %         |
| Taxe professionnelle                        | 14,52 %        | 6,37 %              | 47,16 %             | 8,85 %         |

### Jumelages
| Mane Chiaverano |

- Chiaverano (Italie) depuis 2001[67]

## Démographie
En 2022, la commune comptait 1 390 habitants. À partir du XXIe siècle, les recensements des communes de moins de 10 000 habitants sont effectués tous les cinq ans (2007, 2012, 2017 pour Mane). Depuis 2004, les autres chiffres sont des estimations.
| 1765  | 1793  | 1800  | 1806  | 1821  | 1831  | 1836  | 1841  | 1846  |
| ----- | ----- | ----- | ----- | ----- | ----- | ----- | ----- | ----- |
| 1 281 | 1 357 | 1 324 | 1 408 | 1 461 | 1 542 | 1 507 | 1 495 | 1 583 |

| 1851  | 1856  | 1861  | 1866  | 1872  | 1876  | 1881  | 1886  | 1891  |
| ----- | ----- | ----- | ----- | ----- | ----- | ----- | ----- | ----- |
| 1 521 | 1 522 | 1 528 | 1 446 | 1 430 | 1 335 | 1 333 | 1 430 | 1 174 |

| 1896  | 1901  | 1906  | 1911 | 1921 | 1926 | 1931 | 1936 | 1946 |
| ----- | ----- | ----- | ---- | ---- | ---- | ---- | ---- | ---- |
| 1 099 | 1 066 | 1 012 | 987  | 990  | 830  | 744  | 775  | 690  |

| 1954 | 1962 | 1968 | 1975 | 1982 | 1990  | 1999  | 2006  | 2007  |
| ---- | ---- | ---- | ---- | ---- | ----- | ----- | ----- | ----- |
| 674  | 703  | 852  | 834  | 943  | 1 135 | 1 169 | 1 329 | 1 350 |

| 2012  | 2017  | 2022  | - | - | - | - | - | - |
| ----- | ----- | ----- | - | - | - | - | - | - |
| 1 386 | 1 349 | 1 390 | - | - | - | - | - | - |

| 1315     | 1471    |
| -------- | ------- |
| 132 feux | 73 feux |

L’histoire démographique de Mane, après la saignée des XIVe et XVe siècles et le long mouvement de croissance jusqu’au début du XIXe siècle, est marquée par une période d’« étale » où la population reste relativement stable à un niveau élevé. Cette période dure de 1831 à 1861. L’exode rural provoque ensuite un mouvement de recul démographique de longue durée. En 1931, la commune a perdu plus de la moitié de sa population par rapport au maximum historique de 1846. Mais le mouvement s'inverse dès les années 1960, ce qui est tôt dans le département. Depuis, la croissance a été forte et régulière, et la commune a pratiquement retrouvé ses plus hauts niveaux du XIXe siècle.

## Économie

### Aperçu général
En 2009, la population active s’élevait à 620 personnes, dont 93 chômeurs (79 fin 2011). Ces travailleurs sont majoritairement salariés (77 %) et travaillent majoritairement hors de la commune (70 %).

### Agriculture
Fin 2010, le secteur primaire (agriculture, sylviculture, pêche) comptait 24 établissements actifs au sens de l’Insee (exploitants non-professionnels inclus) et six emplois salariés.
Le nombre d’exploitations professionnelles, selon l’enquête Agreste du ministère de l’Agriculture, est de 11 en 2010. Il était de 19 en 2000, de 38 en 1988 (soit une perte de la moitié des exploitations en douze ans). Actuellement, ces exploitants sont essentiellement tournés vers les grandes cultures (cinq exploitations) et l’élevage ovin (trois). De 1988 à 2000, la surface agricole utilisée (SAU) a baissé, de 740 à 580 ha, puis a augmenté dans les années 2000 pour dépasser son niveau de 1988 en 2010, à 750 ha : en vingt ans, la superficie moyenne des exploitations a été multipliée par 3,5 (de 19,5 à 68 ha).

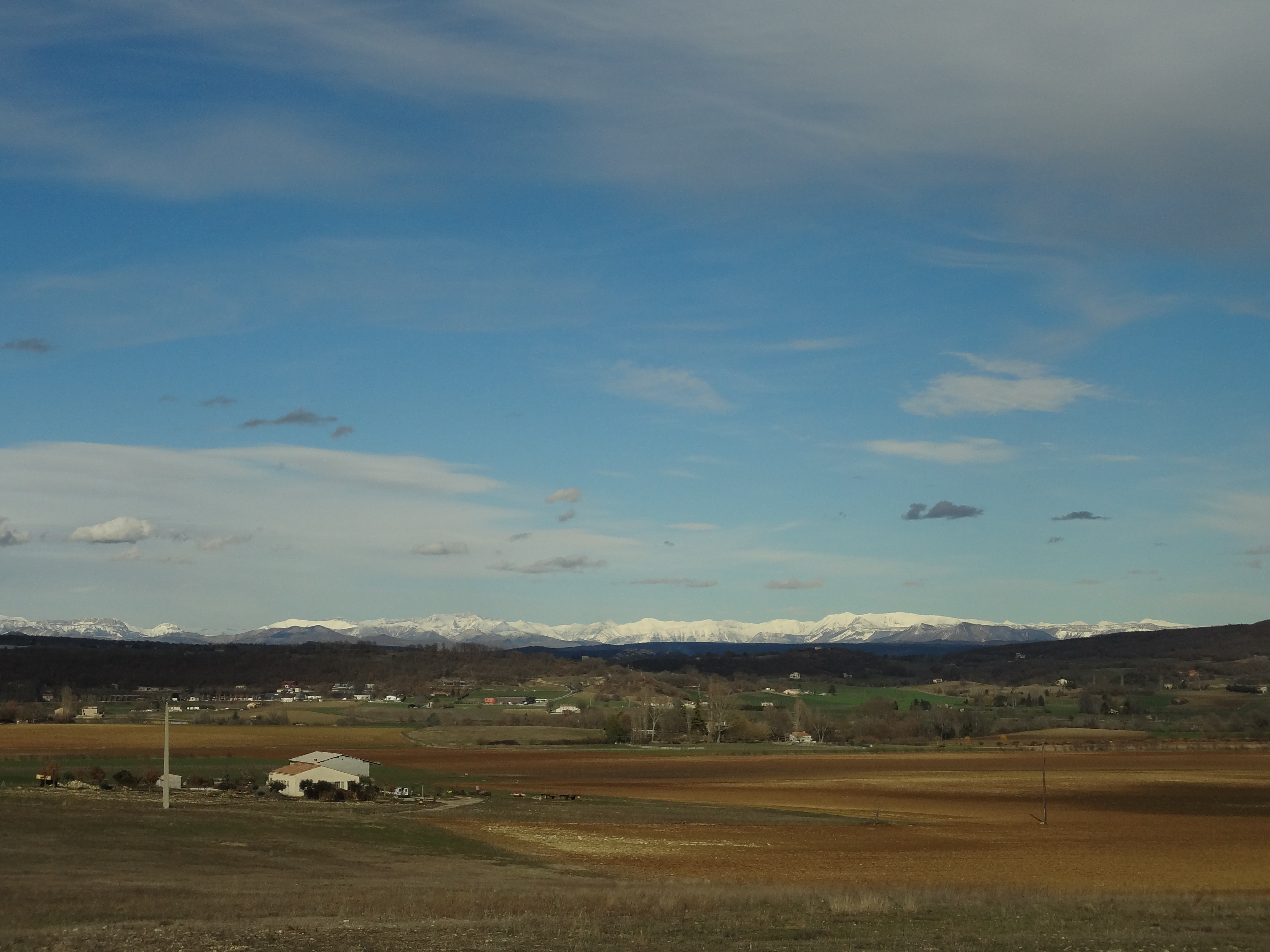
Plaine de Mane

Plusieurs producteurs sont installés sur la commune de Mane : fromageries[réf. nécessaire], domaines vinicoles[réf. nécessaire], apiculteur, agriculteurs, lavandiers. Leurs produits, ainsi que les articles des artisans de la commune, sont disponibles à la Maison des produits de pays, mise en service à Mane dans les années 2000.
La culture de l’olivier est pratiquée dans la commune depuis des siècles, tout en étant limitée à des surfaces restreintes. La terroir de Mane se situe en effet à la limite altitudinale de l’arbre, qui ne peut que difficilement être exploité au-delà des 650 mètres. Parmi ces labels, la vigne n’est pas cultivée pour une production commerciale dans la commune.

### Industrie
Fin 2010, le secteur secondaire (industrie et construction) comptait 39 établissements, employant 102 salariés.
La transformation des produits agricoles a permis la croissance de deux entreprises :
- Oliviers & Co, fabrique de l’huile et d’autres produits issus de la transformation de l’olive. Ses effectifs sont de 40 salariés[78] ;
- Céréalpes, créée en 1992, appartient au groupe Nutrition et Nature[79]. Sa production agro-alimentaire est basée sur des produits issus de l’agriculture biologique. Elle compte 18 salariés[80].

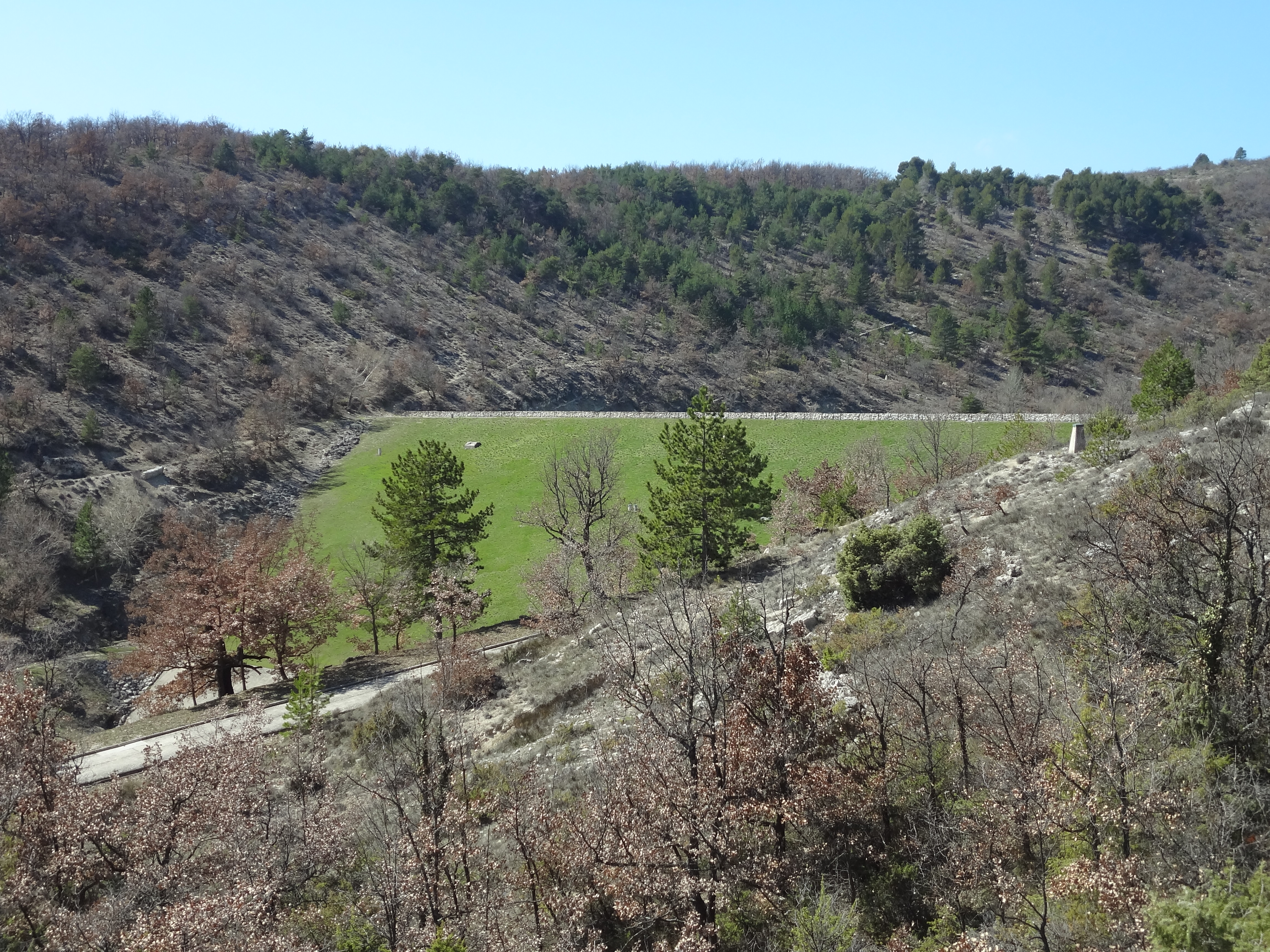
Le barrage sur la Laye.

Le village est également le siège de la maison d’édition régionale Alpes de Lumière. La retenue de la Laye alimente une centrale électrique et permet l’irrigation dans la plaine de Mane.

### Activités de service
Fin 2010, le secteur tertiaire (commerces, services) comptait 94 établissements (avec 125 emplois salariés), auxquels s’ajoutent les 24 établissements du secteur administratif (regroupé avec le secteur sanitaire et social et l’enseignement), salariant 50 personnes.
D'après l’Observatoire départemental du tourisme, la fonction touristique est secondaire pour la commune, avec moins de un touriste accueilli par habitant. Plusieurs structures d’hébergement à finalité touristique existent dans la commune :
- deux hôtels[82] (dont un hôtel classé deux étoiles en 2008 puis classé trois étoiles en 2012[83]et un hôtel classé 4 étoiles[84]). La capacité hôtelière correspondante est de 55 chambres[85] ;
- plusieurs meublés labellisés[86] ;
- des chambres d’hôtes[87].

Les résidences secondaires apportent un complément à la capacité d’accueil : au nombre de 158, elles représentent un logement sur cinq. Parmi les résidences secondaires, 16 possèdent plus d’un logement,.
Le prieuré de Salagon (voir plus bas), avec son musée, sa librairie et son jardin médiéval, et le centre ancien, attirent le tourisme.
Techno concept emploie 12 salariés ; il réalise des études dans le secteur paramédical.

## Lieux et monuments

### Monument gallo-romain sur la Via Domitia
La borne antique de Tavernoure se dresse à la limite des trois communes de Dauphin, Mane et Saint-Michel-l'Observatoire, près du lieu-dit Le Grand Tavernoure (du latin taberna, la taverne ou l'auberge) -commune de Saint-Michel. Ce toponyme indique très probablement l'emplacement d'une mutatio (relais routier sur une voie romaine) sur le trajet de la Via Domitia.

### Architecture militaire

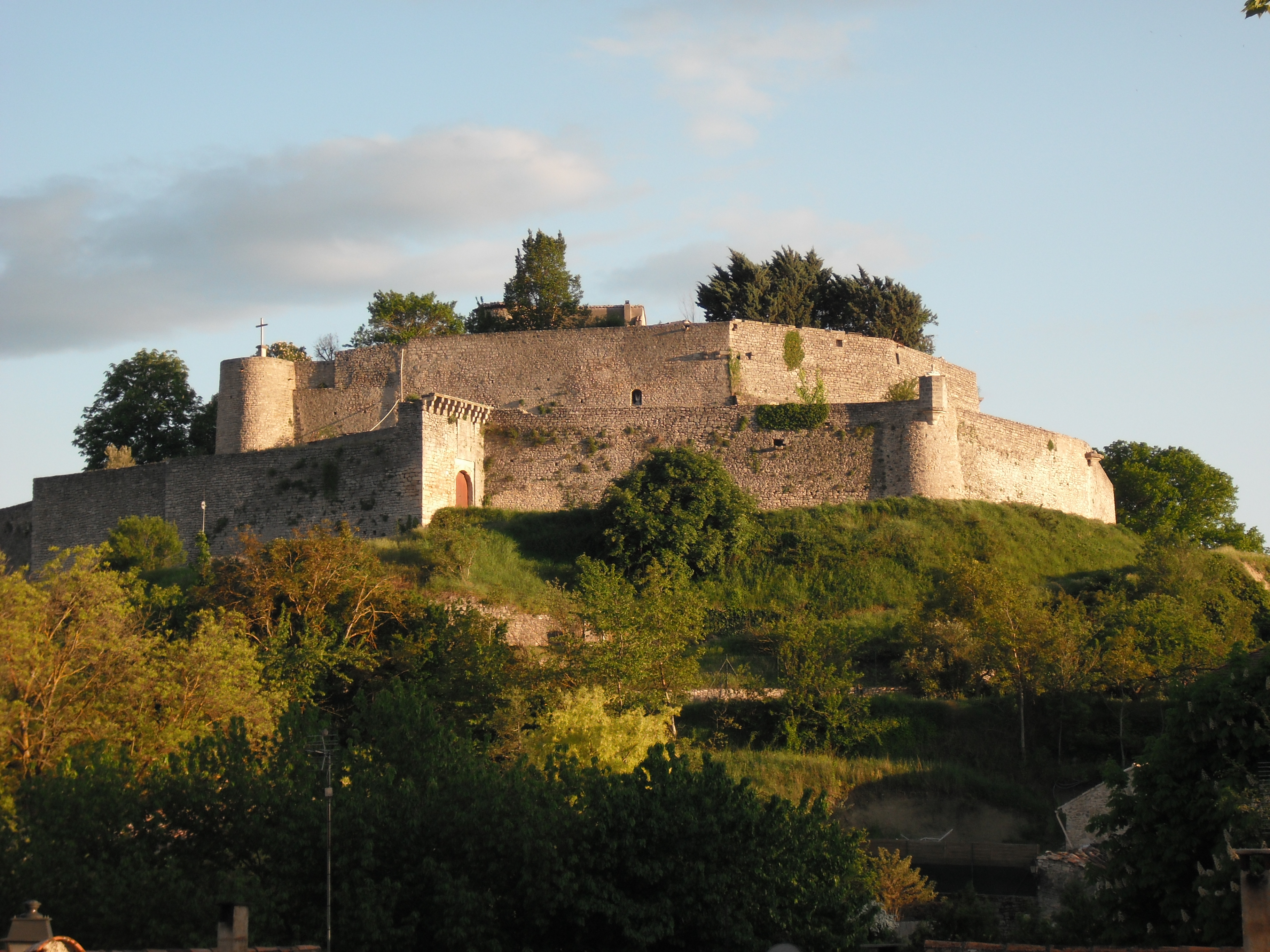
Citadelle de Mane.

La citadelle de Mane est l’unique fortification complète de Haute-Provence avec des parties antérieures au XVIIe siècle (date des XIIe/XVIIIe siècles). Elle est défendue par une double enceinte en hélice.

### Architecture civile
Une statue de Neptune a été découverte sur la commune.

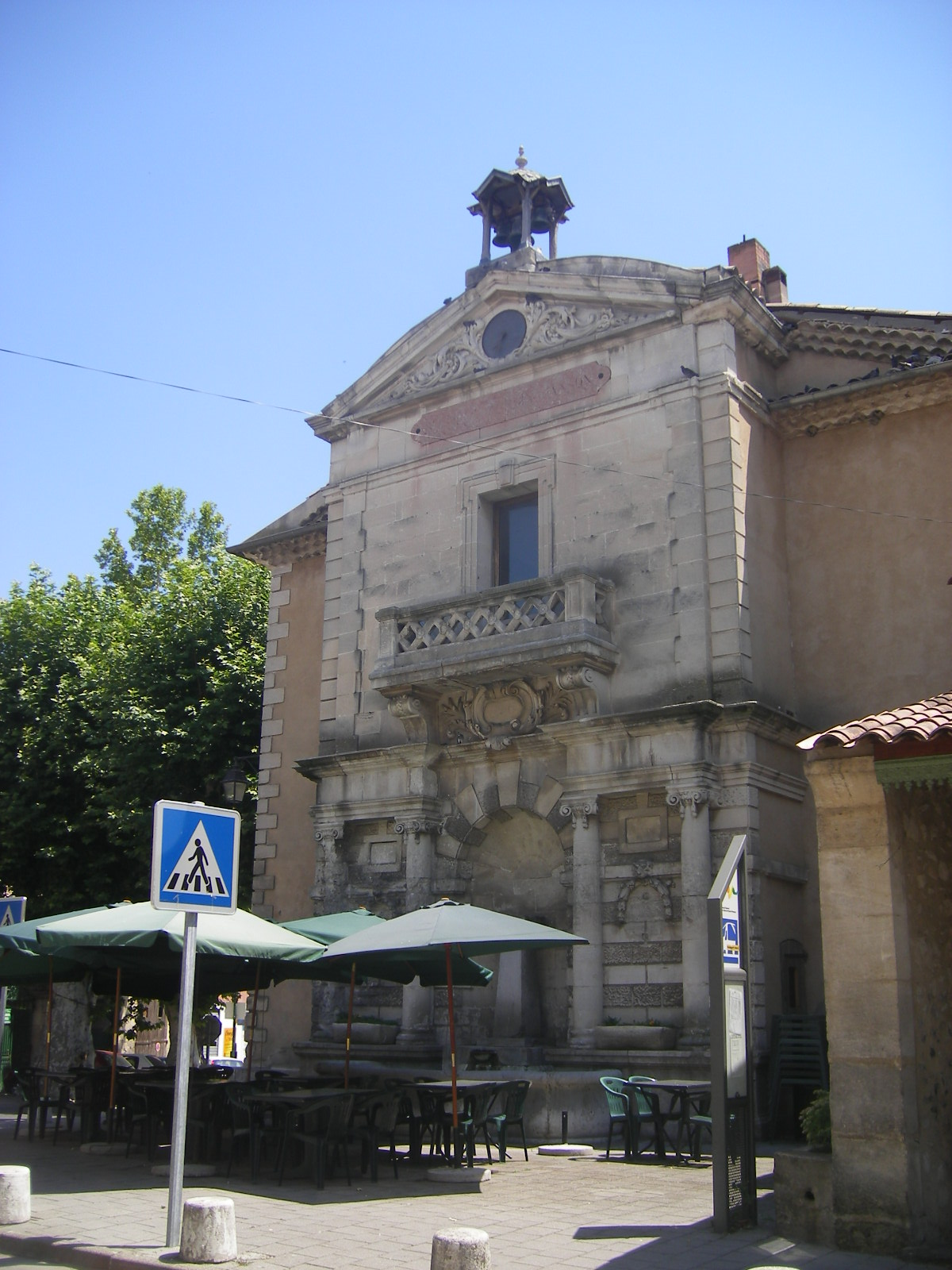
Chapelle de l'Hospice de Mane.

L’hôtel de Miravail (façade et toiture classées monuments historiques), commencé en 1540, daterait de 1572. Certaines fenêtres de la façade sont reprises au XVIIe ou au XVIIIe siècle. Sa cheminée ornée de gypseries au décor très riche, voire chargé, mais très finement ouvragé, date du XVIIe siècle : elle porte notamment deux animaux à tête de femme, une femme et un soldat en costumes romains, deux enfançons. Le château est inscrit, la cheminée, jugée exceptionnelle, datant du milieu du XVIe siècle, est classée monument historique.
Le pont roman à becs XIIe siècle, classé monument historique (daté de la même époque que le prieuré de Salagon par Raymond Collier,). Il est appelé pont romain ou pont des trois arches.
Une vaste fontaine est construite contre la façade de l’hôpital, avec une niche placée sous deux colonnes ioniques. L’hôpital lui-même, construit en 1710, est offert par le cardinal de Forbin-Janson (dont le tableau de la fin du XVIIe siècle, classé monument historique au titre objet, est conservé dans l’hôpital). Les fenêtres des deux étages sont cintrées.
- une centaine de cabanons pointus (ou bories), dont la cabane des Eyroussiers (périmètre de 37 m) ;
- vivier dit pesquier à 2 bassins et balustrades de 1634 ;
- plusieurs maisons datent du XVIe siècle, construites en style gothique[92] ;
- Château de Sauvan XVIIIe siècle, classé monument historique[100].
- Le monument aux morts, surmonté de la statue du Poilu au repos, réalisée par Étienne Camus.

### Art religieux
Le prieuré Notre-Dame de Salagon du XIIe siècle, classé monument historique, est transformé en musée avec jardin médiéval.

Prieuré de Salagon.
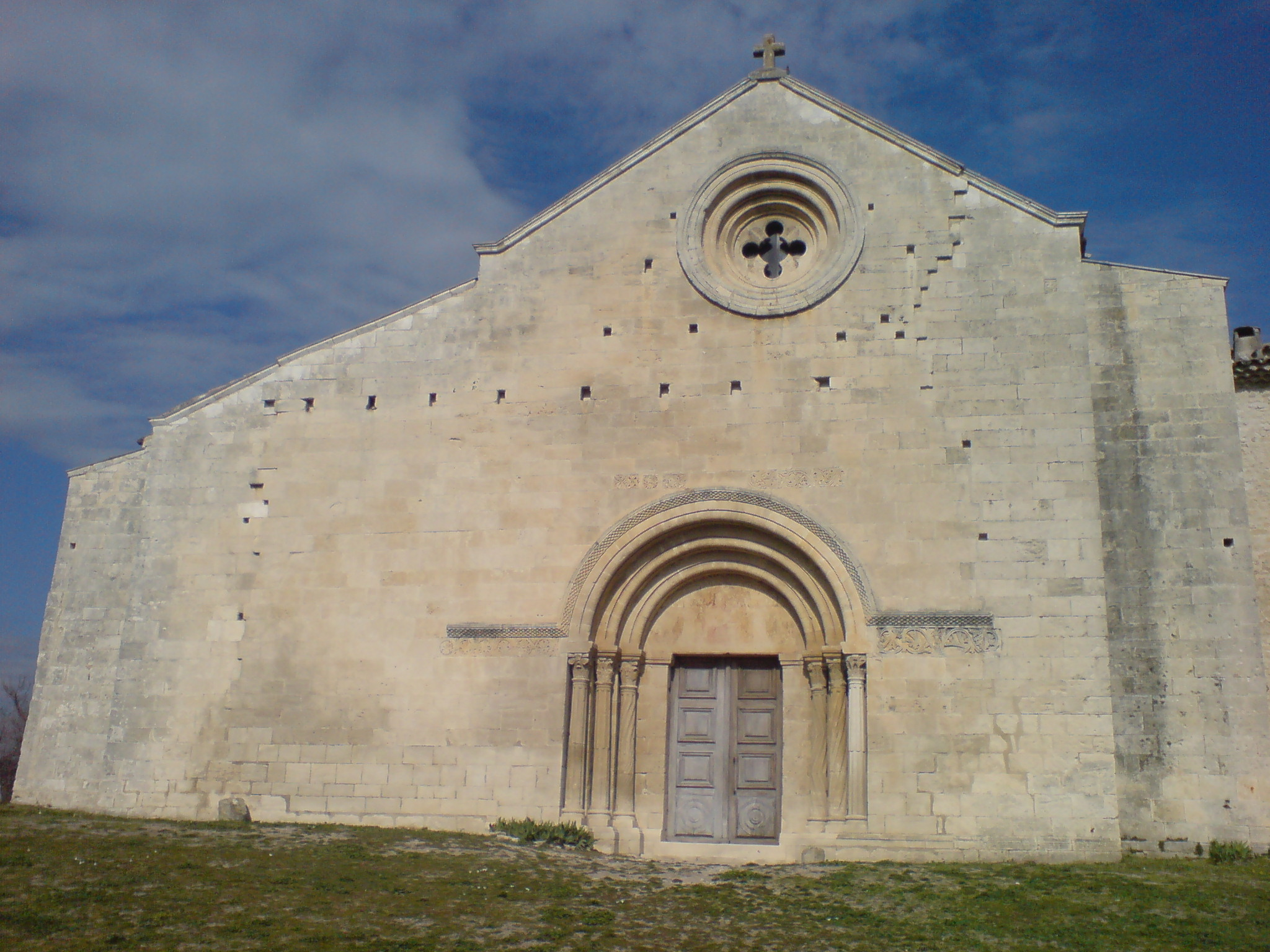
Façade de l’église du prieuré.
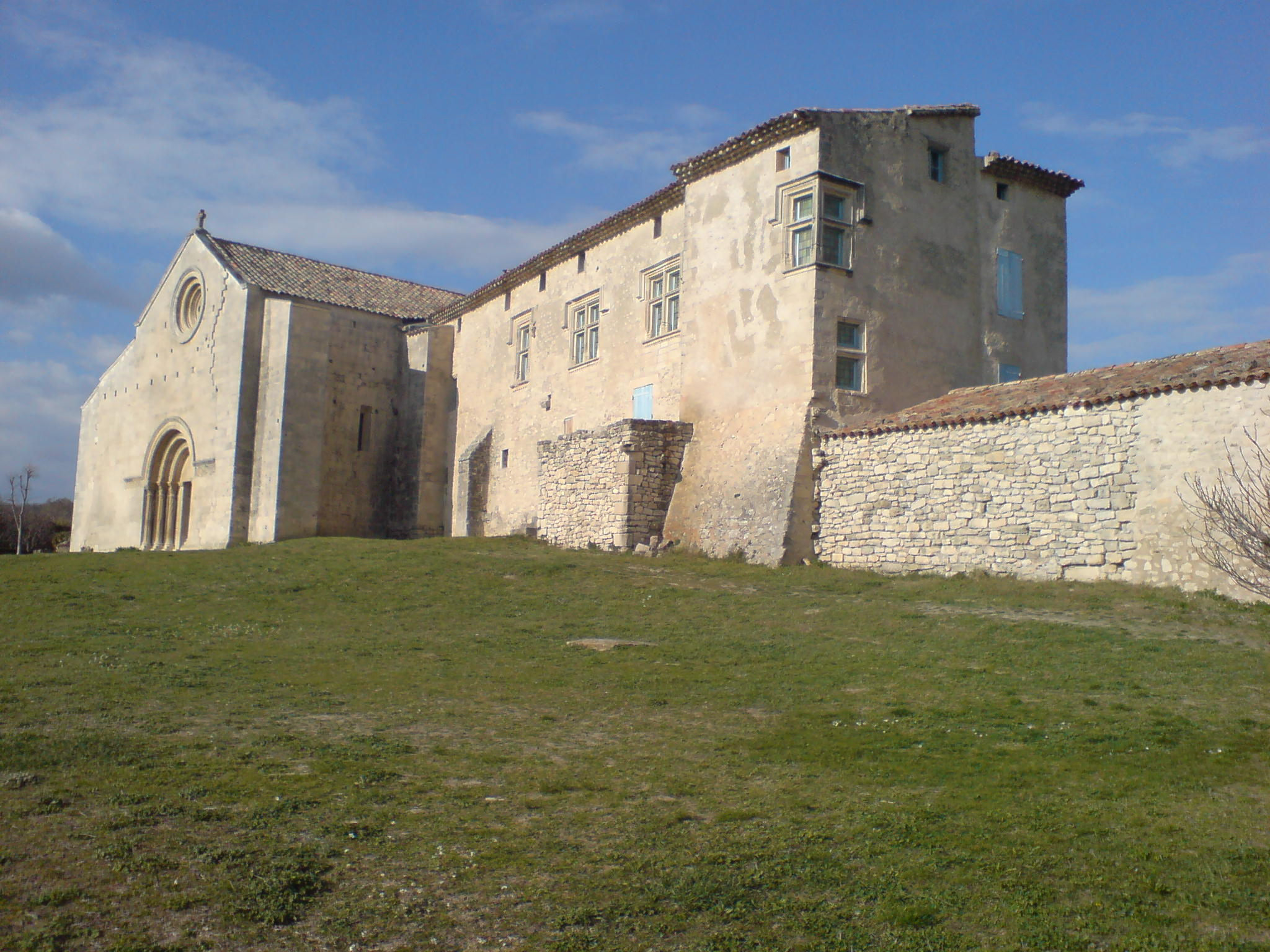
Le prieuré de Salagon.
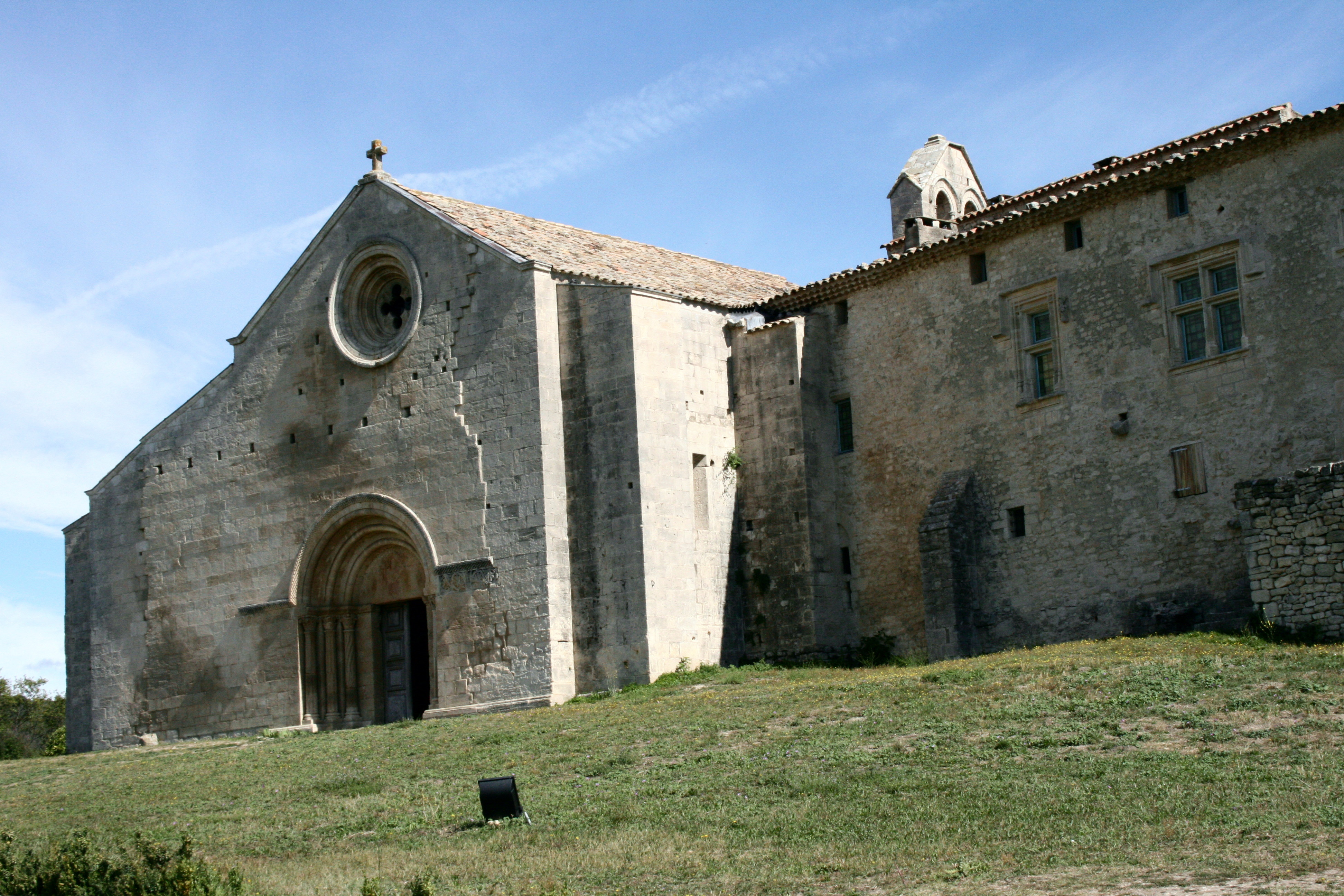
Vue rapprochée.
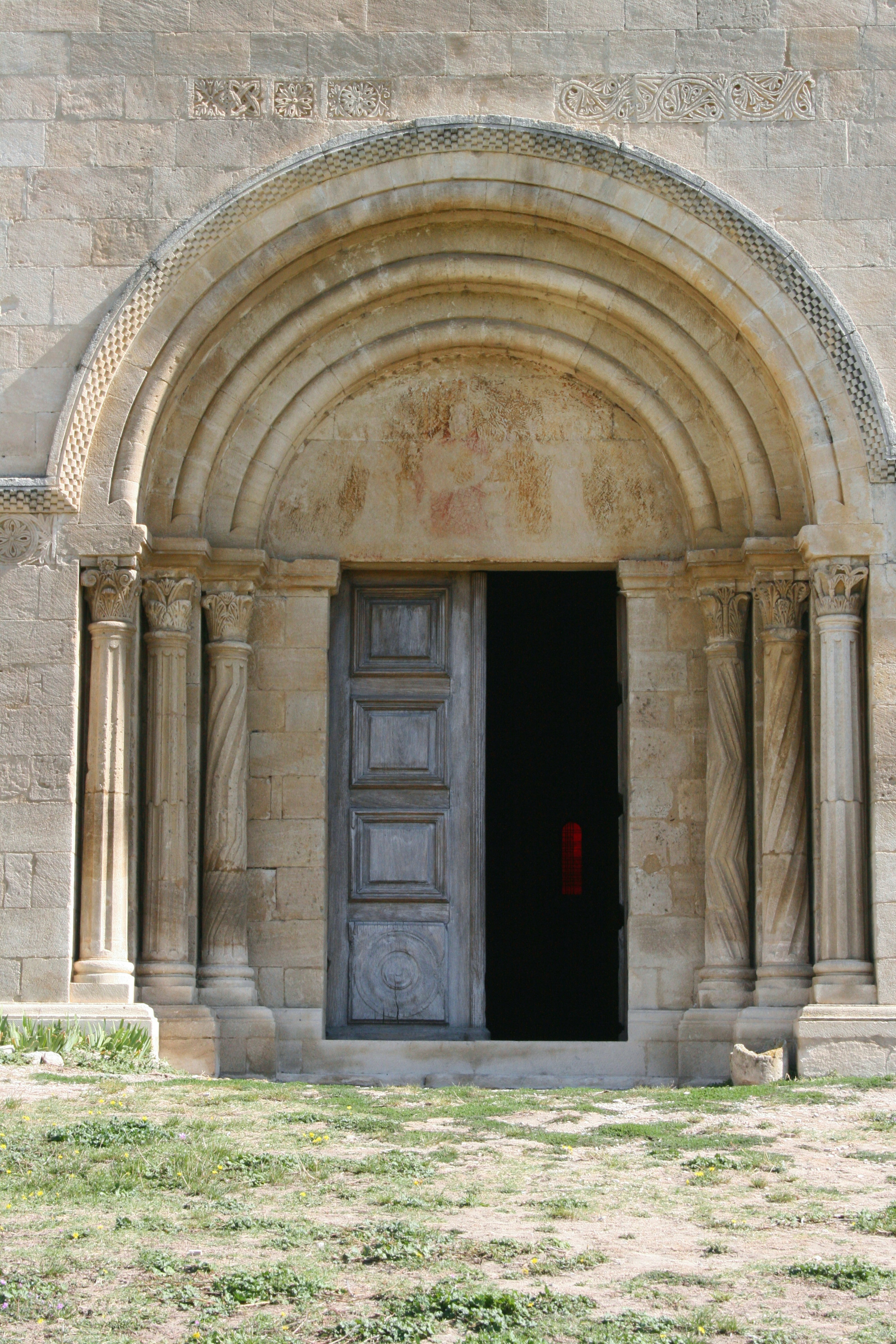
Le portail de l’église.
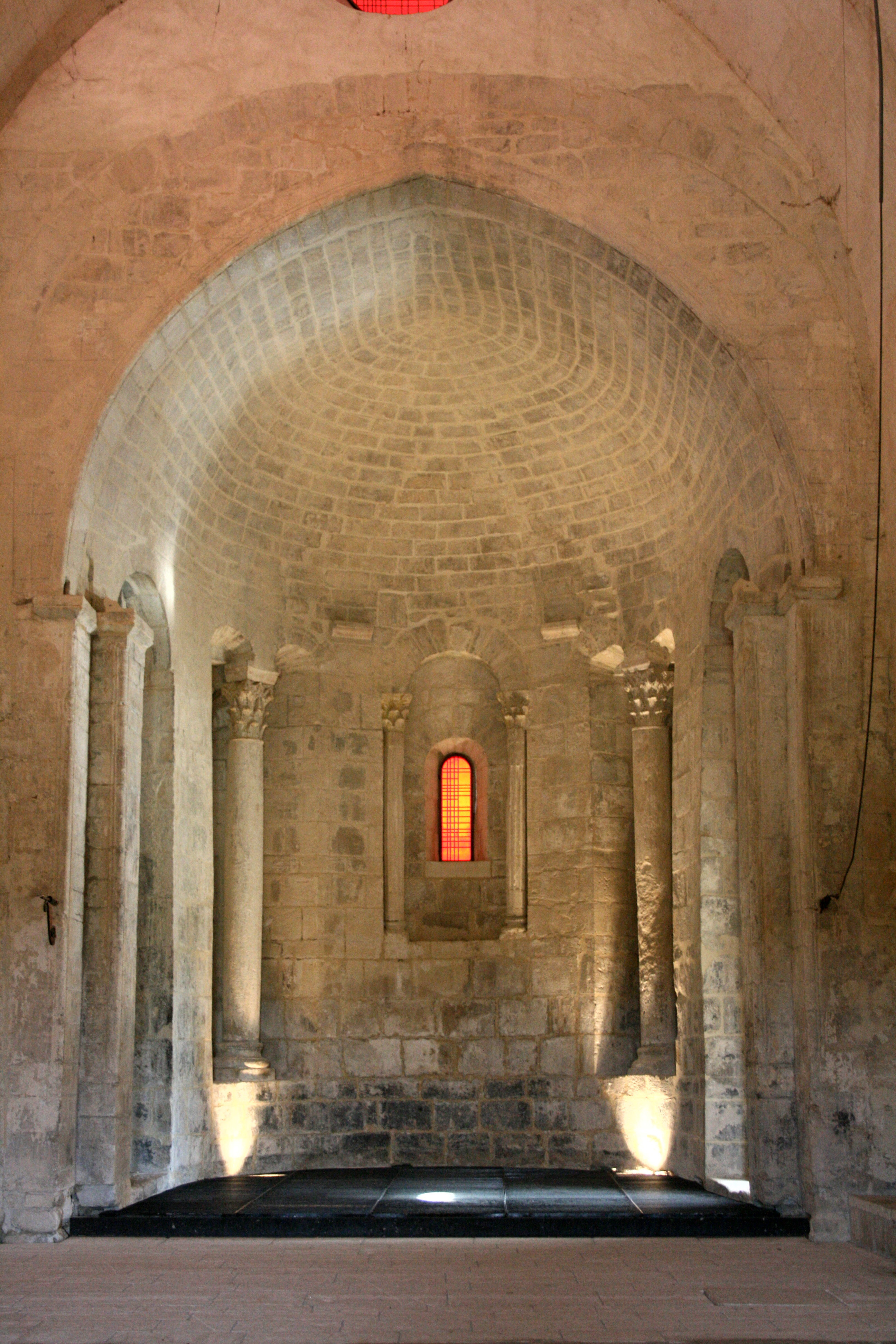
Chœur de l’église Notre-Dame de Salagon.

L’église Notre-Dame-de-l’Assomption est un ancien prieuré de l’abbaye Saint-André de Villeneuve-lès-Avignon de la fin du XIe ou du début du XIIe siècle à Châteauneuf-lès-Manes, classée monument historique. Il s’agit probablement de l’ancienne chapelle castrale de Châteauneuf-lès-Mane (actuel hameau de Châteauneuf) ; elle existait déjà en 1095 et son état actuel est une reconstruction. L’abside date du XIIe siècle>, comme le portail et les colonnes du chœur ; la nef à deux travées qui y conduit, ornée de chapiteaux corinthiens a un siècle de moins ; la voûte du chœur est en cul-de-four. La porte sud a été condamnée et l’entrée transférée à l’ouest du bâtiment. Un ermitage lui a été ajouté au XVIe siècle.

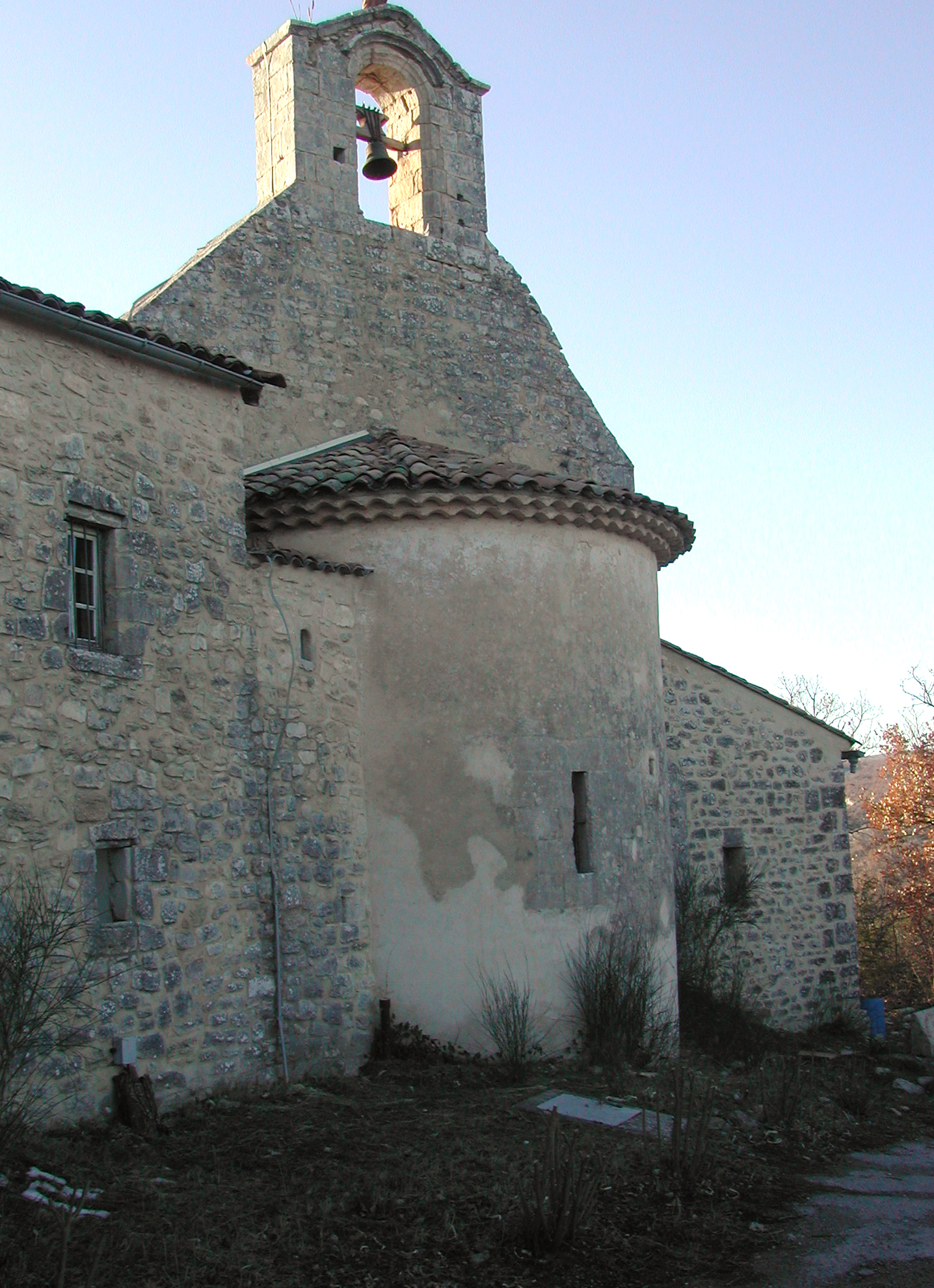
Chevet de l'église Notre-Dame de l'Assomption.

L’église paroissiale Saint-André, du XVIe siècle possède une façade baroque, encadrée de deux portes monumentales. Le chœur est de style gothique (croisées d’ogives), comme le bas-côté sud. Le clocher-tour, construit contre le chœur, haut de trois étages, date du XVIIe siècle. Elle aussi est classée.
Son autel en marbre est surmonté d’un baldaquin polychrome, classé. Les stalles fournissent dix-huit sièges, ornés de feuilles d’acanthe, de volutes, de chapiteaux corinthiens. Datées des XVIIe et XVIIIe siècles, elles sont classées. Un pilier est entouré d’un banc de bois, avec agenouilloirs et dossiers ornés de la même manière. Un vitrail du chœur représente la crucifixion de saint André. Sa crèche (25 santons de carton-pâte et de cire pour certains) date d’avant 1833 et est classée,. Elle est notamment ornée d’un tableau représentant un Ange gardien tenant un enfant par la main, du XIXe siècle, indiqué comme classé par le catalogue d’exposition Des Anges (2013).

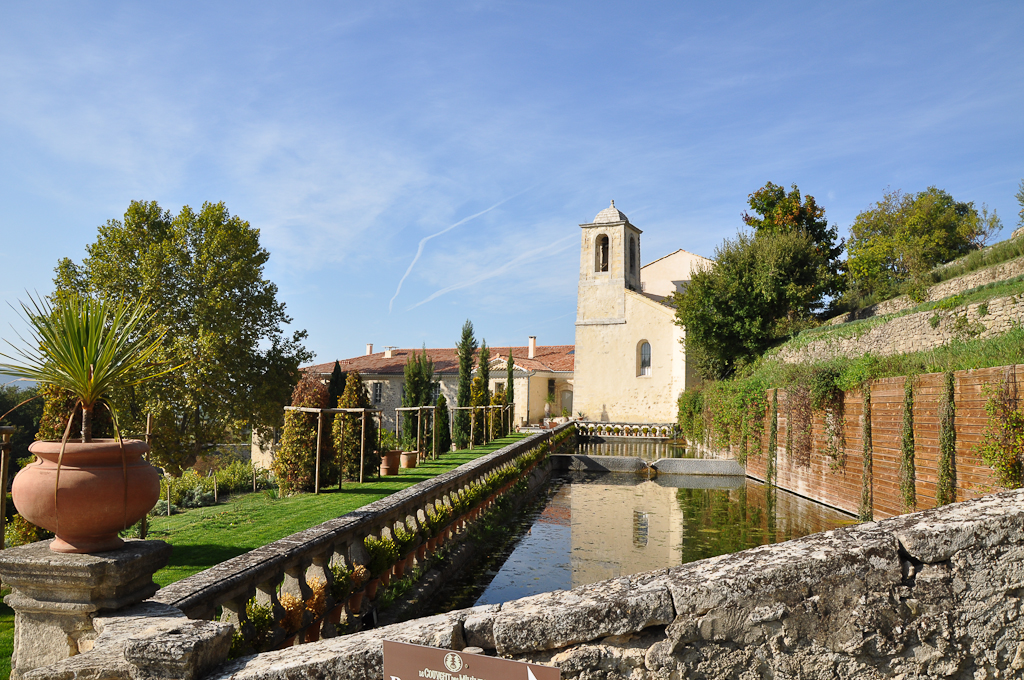
Couvent des minimes.

L’ancien couvent des minimes (XVIIe siècle) est construit dans le style classique, orné de frises de triglyphes (façade et intérieur).
La chapelle des Pénitents blancs, Notre-Dame-de-Pitié, est construite dans le style classique. Sa nef est plafonnée ; la façade occidentale notamment offre un portail à fronton du XVIIe siècle. Elle est surmontée d’un clocher-mur. Avec l’église paroissiale toute proche, la place et la calade qui les séparent, elles sont inscrites monument historique.
La chapelle Saint-Laurent, ancien prieuré de l’abbaye Saint-André de Villeneuve-lès-Avignon, date du XIIe siècle. Elle est convertie en logement.

## Équipements et services

### Enseignement
La commune est dotée de deux écoles, une école maternelle et une école primaire.

### Sports
Mane comptent plusieurs associations sportives : rugby, randonnées pédestres, club équestres, danse de salon, taï chi, yoga.

### Santé
Les professionnels de santé sont regroupés dans le cadre d'une maison médico-sociale.

## Vie locale

### Cultes
La paroisse est rattachée à un groupe inter-paroissial qui, outre Mane, comprend Aubenas-les-Alpes, Céreste, Dauphin, Lincel, Montfuron, Montjustin, Oppedette, Reillanne, Sainte-Croix-à-Lauze, Saint-Maime, Saint-Martin-les-Eaux, Saint-Michel-l'Observatoire, Vachères et Villemus. Le culte est célébré alternativement dans les églises de ces quinze communes.

## Personnalités liées à la commune
- Jean Coulomb, géophysicien et mathématicien français
- Jacques Gaffarel, né à Mane (1601-1681), prêtre et docteur en théologie, considéré comme le principal représentant de la kabbale chrétienne au XVIIe siècle.
- Toussaint de Forbin-Janson, évêque de Marseille, né à Mane en 1625, mort à Paris le 24 mars 1713.
- Laurent Vallon (1652-1724), architecte provençal basé à Aix-en-Provence.
- le père Louis Éconches Feuillée explorateur, botaniste, géographe et astronome français, né le 15 août 1660 à Mane.
- le père Jean-Paul de Rome d'Ardène, botaniste et agronome français, né le 25 janvier 1690 à Mane[120].
- Louis François Peyre (1760-1828), député à la Convention.
- Louis Marius Rouit, né à Mane (1799-1878), docteur en médecine, ancien maire de Mane. Il participe activement à la résistance provençale au coup d'État du 2 décembre 1851.
- Henri Laugier, physiologiste français, né à Mane en 1888.
- José Aboulker, l'un des principaux animateurs de la Résistance en Algérie. Il prépare l'aide française au débarquement allié avec Henri d'Astier de La Vigerie, le colonel Jousse et la mission Murphy.
- Pierre Martel (1923-2001), fondateur des Alpes de Lumière, curé de la paroisse de 1955 à 1962
- Jacques Depieds, auteur du Guide pratique pour une gestion dynamique de la commune rurale - Faire face aux exigences de l'administration communale, paru aux éditions du Puits Fleuri. Maire de Mane, il préside la première communauté de communes créée dans ce département, la communauté de communes de Haute-Provence.
- David Ballon, auteur de bande dessinée.
- Pierre Ricou, photographe et éditeur de cartes postales, illustrateur de Cadrans du soleil de Jean-Marie Homet (1999) et de Les Romans de ma Provence de Pierre Magnan (1996).